# Gebouw Industria

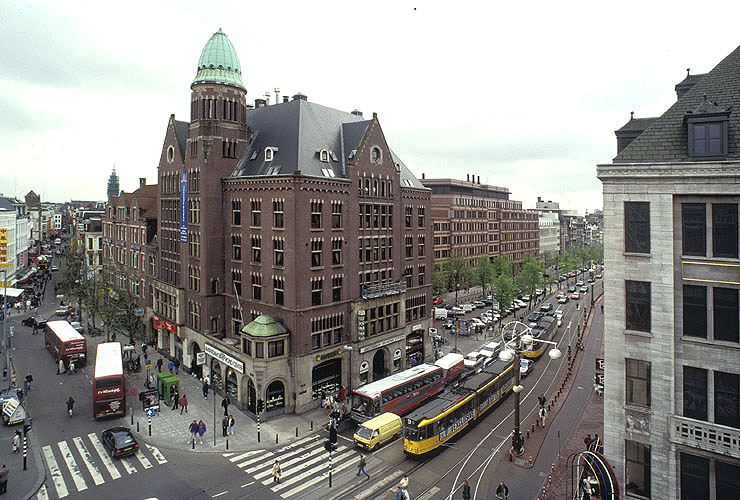
Gebouw Industria, het Clubhuis van de Koninklijke Industrieele Groote Club.

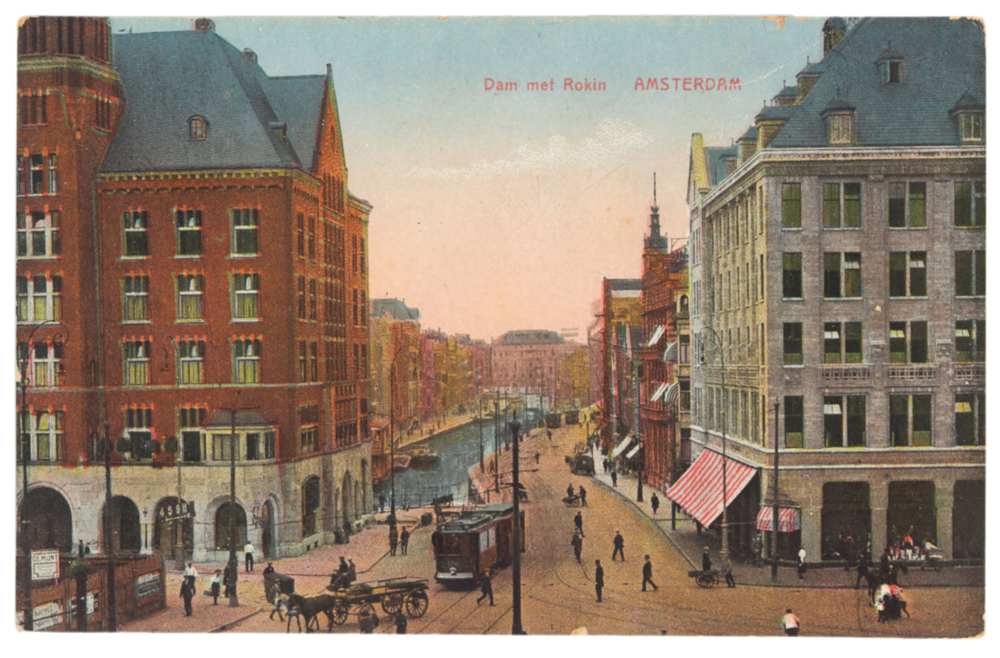
Dam met Rokin, links het pas voltooide Gebouw 'Industria'; 1916.

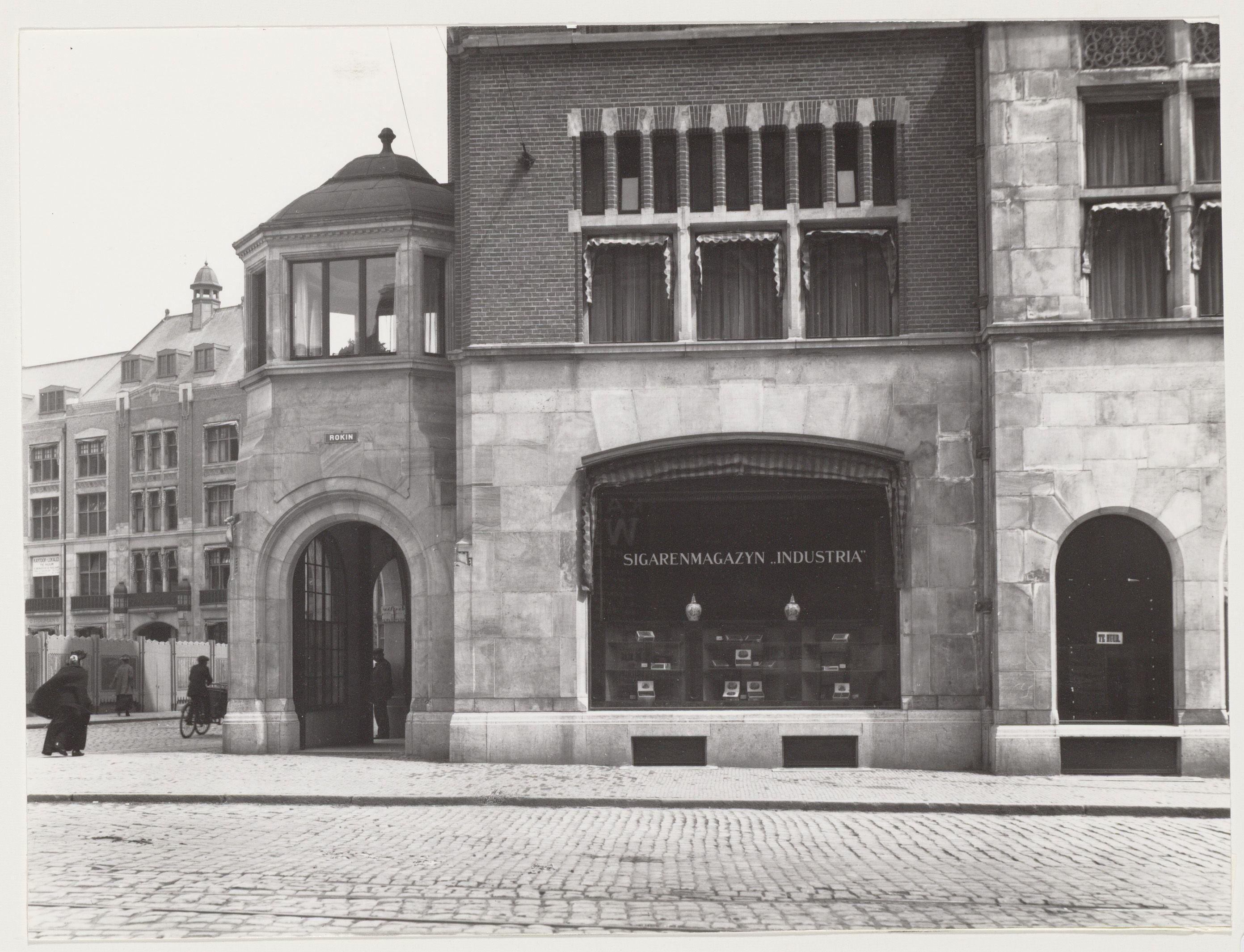
Sigarenmagazijn 'Industria' aan het Rokin, hoek Dam; 1916.

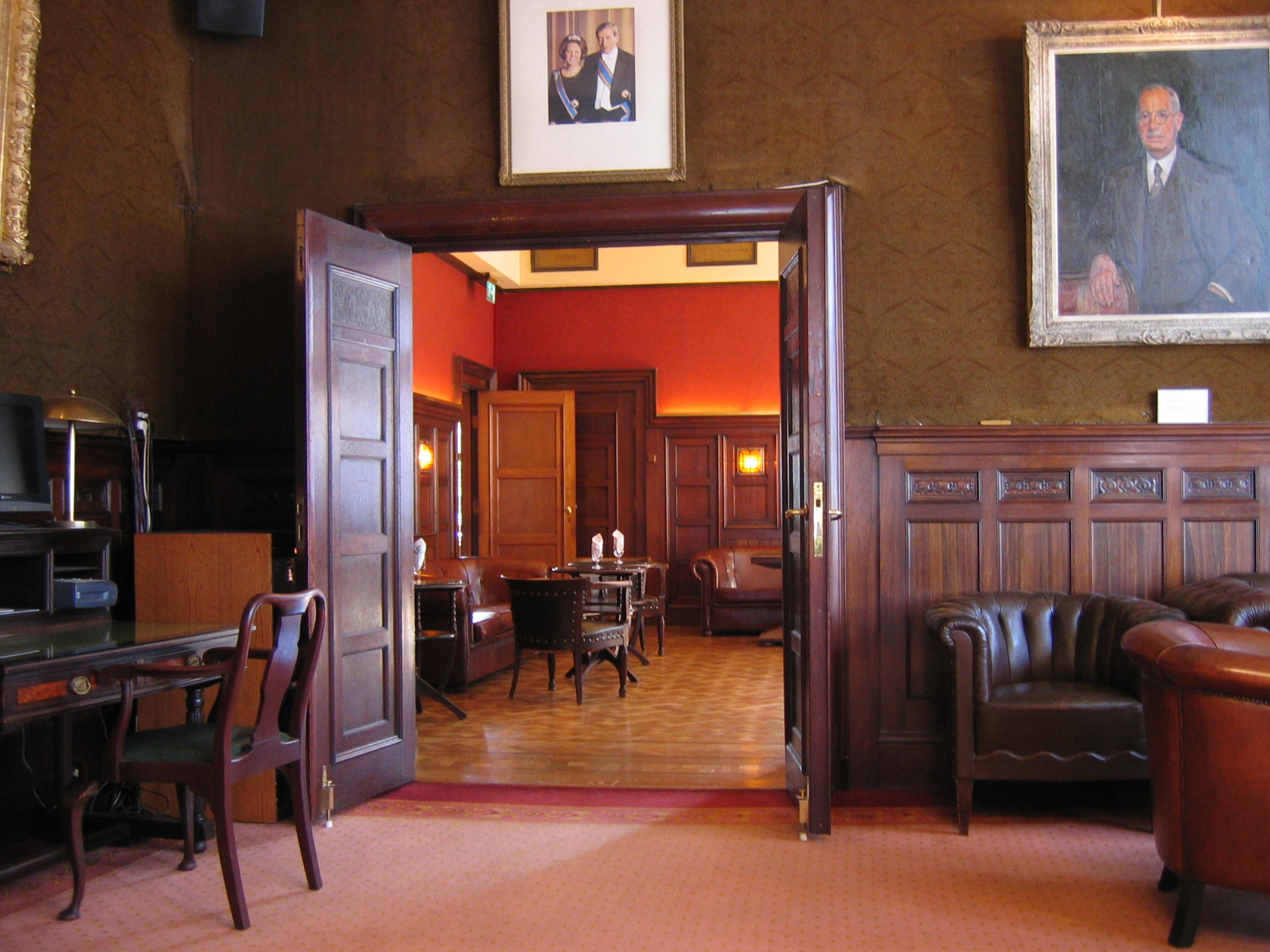
Interieur van de sociëteit; 2006.

Gebouw Industria is een sociëteitsgebouw uit 1916 in de Nederlandse hoofdstad Amsterdam. Het gebouw is gelegen aan de zuidoostkant van de Dam, op de hoek van het Rokin in Amsterdam (adres: Dam 25). Het gebouw is tot stand gekomen op initiatief van de 'Naamlooze Vennootschap Maatschappij tot exploitatie van het gebouw Industria', ook wel de ook wel 'De Industrieele Club' genoemd en werd ontworpen door architect Foeke Kuipers (1871-1954).

## Geschiedenis
De in 1913 opgerichte Industrieele Club was een nationaal centrum voor de groeiende Nederlandse industrie en handel. Direct na de oprichting werd aan architect Kuipers opdracht gegeven voor de bouw van het Clubgebouw. Voor het ontwerp liet Kuipers zich inspireren door de nabijgelegen Beurs van Berlage. H.P. Berlage was dan ook een van zijn leermeesters. Kuipers ontwierp niet alleen het gebouw, maar was ook verantwoordelijk voor het nog steeds bestaande en schitterend gerestaureerde interieur.
Het gebouw kwam op de plaats van het vroegere 'Beurspoortje' dat de verbinding vormde tussen de Dam en de vroegere Beurs van Hendrick de Keyser aan het Rokin. In het nieuwe gebouw is ook een doorgang opgenomen tussen de Dam en het Rokin met de naam 'Beurspoortje'. Met de vervanging van de oude bebouwing door het nieuwe gebouw Industria werd de smalle doorgang tussen de Dam en het Rokin aanzienlijk verbreed.
Tijdens de bouw van de funderingen in 1913 stuitte men op restanten van een vroegere schutsluis uit de middeleeuwen die onderdeel was van de afdamming van de Amstel en ooit de scheiding vormde tussen Rokin en Damrak.

## Huidig gebruik
De parterre bestaat tegenwoordig uit: Juwelier Gassan en de ingang voor de Koninklijke Industrieele Groote Club met het daarboven gelegen Hotel. Op de eerste verdieping bevinden zich: de Eetzaal, de Bar, de Clubzaal, de Dameszaal, de Bestuurskamer, een balkon en toiletten. Op de tweede verdieping bevinden zich: de Groote Zaal, de Damzaal, de Kluiskamer, de Bibliotheek, het kantoor en toiletten. En op derde verdieping de keuken. Voorheen bevonden zich vanaf de derde verdieping enkele kantoren. Na de grote restauratie in 2017 bevindt zich er sindsdien, totaal gescheiden van de Club, het vijfsterrenhotel 'TwentySeven' met zijn Michelinster restaurant Bougainville.
Op 1 januari 1976 fuseerde de Industrieele Club met de Sociëteit 'De Groote Club Doctrina et Amicitia', die tot dan was gevestigd in hun Clubhuis  Dam 27, hoek Kalverstraat. Vanwege het 100-jarig bestaan van De Industrieele Club en het 225-jarig bestaan van De Groote Club ontving de Club in 2013 het predicaat Koninklijk uit handen van burgemeester Eberhard van der Laan.